# Vester Såby
Vester Såby er en landsby på Midtsjælland med 451 indbyggere  (2024). Vester Såby er beliggende i Kirke Saaby Sogn nær Holbækmotorvejen 2,5 kilometer syd for Kirke Sonnerup, 2,5 kilometer vest for Kirke Saaby og fem kilometer nord for Kirke Hvalsø. Byen ligger 14 kilometer sydøst for Holbæk og 19 kilometer vest for Roskilde. Vester Såby tilhører Lejre Kommune og er beliggende i Region Sjælland.